# 黄帝陵

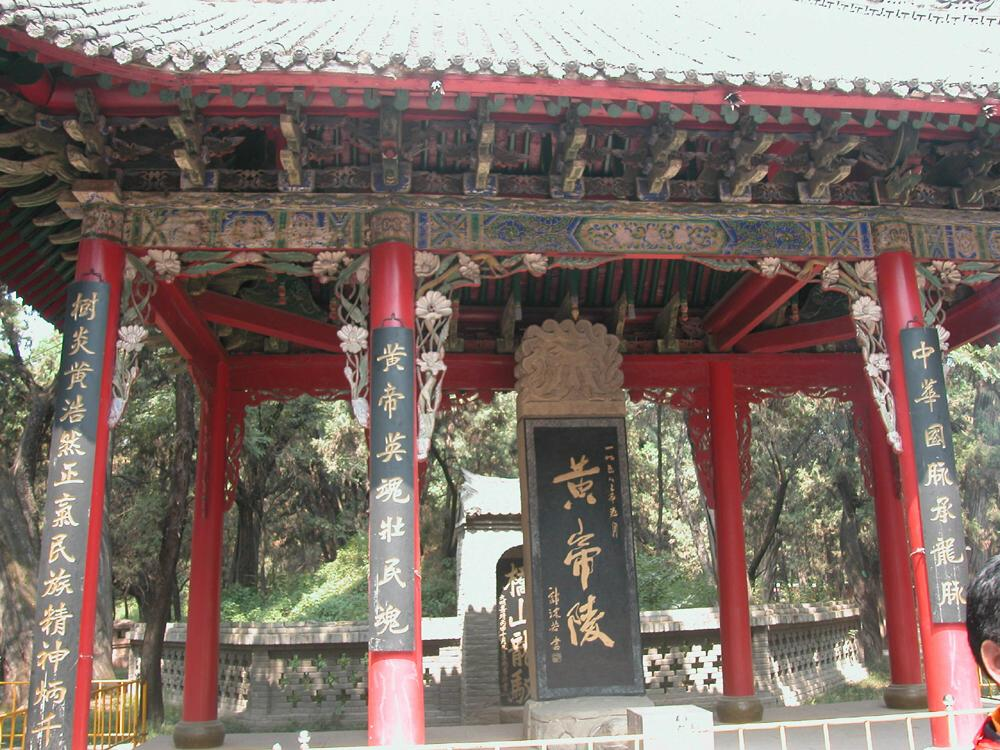
黄帝陵

黄帝陵（こうていりょう）は、中華人民共和国陝西省延安市黄陵県に位置する陵墓遺跡である。中華民族の始祖とされる黄帝は、伝説によれば薨去の際に衣服と冠だけを残して昇天したといわれ、「衣冠塚」と呼ばれる。
陵は黄陵県の城北に位置している。1961年には国務院により、初の全国重点文物保護単位に指定され、「古墓葬第一号」に分類されて「天下第一陵」と称された。古くは「橋陵」とよばれ、歴代帝王と著名人がここで祭祀を執り行った。中華人民共和国国家重点風景名勝区（2002年認定）、中国の5A級観光地（2007年認定）でもある。
記録によれば、黄帝陵への最初期の祭祀は紀元前442年に始まったとされる。唐代宗9年、初めて廟が建立され、以後、歴代王朝は絶え間なく国家をあげて大祭を挙行した。最近の修復は1993年に開始されている。「黄帝陵基金会」が修復工事資金を獲得するため立ち上げられ、修復工程の第1期は2001年8月に竣工している。また、2004年には黄帝陵祭祀国家公祭が再開した。

## 景区

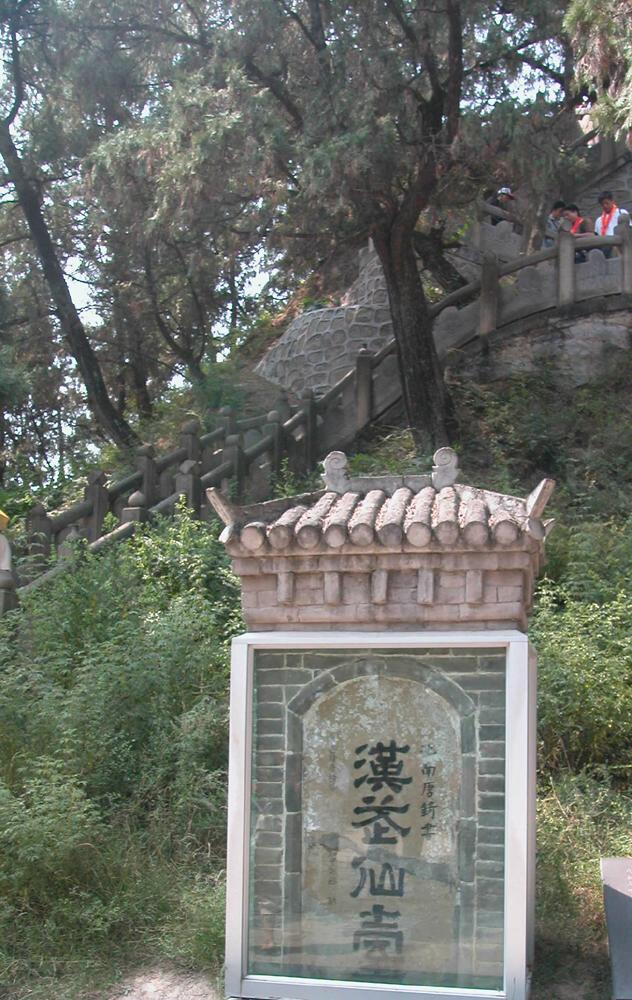
漢武仙台

景区の面積は約333ヘクタールに及ぶ。そこには6万本を超える古柏が含まれている。そのうち3万本は樹齢1000年以上で、中国で最も保存状態の良い古柏群となっている。特に古い樹齢5000年とされる木は「黄帝が直接植えた木」と紹介されている。景区は陵墓区と軒轅廟（けんえんびょう）とに分けられる。
陵墓区: 陵に通じる石道の右側には「下馬石」があり、上には「文武官員至此下馬」と書かれている。陵の近くには「漢武仙台」がある。伝説によれば漢の武帝が匈奴への北伐から帰還したとき、黄帝陵に立ち寄り、祭祀を主宰して築造したものだという。
現在の陵は高さ3.6m、円周48mで周囲を煉瓦壁に囲まれている。明朝時代の石碑「橋山龍馭」が南接して建っており、東側には57人の皇帝が祭文を刻んだ石碑が残されている。西側には香港マカオ返還を記念して建てられた記念碑が建っている。
陵の正殿は「人文初祖大殿」といい、内部には皇帝のレリーフ彫刻があり、龕の四周は青龍、白虎、朱雀、玄武の四霊によって装飾されている。記念亭には近現代の中国指導者、孫文、蔣介石、毛沢東、鄧小平によって献納された銘文が飾られている。墓前には祭祀亭があり、中央には「黄帝陵」の3文字を刻んだ石碑が建っている。もとは蔣介石が日中戦争中に建てたものであるが、1956年に表面を削り取られ、1963年に郭沫若によって新たな銘が彫られた。
軒轅廟: 祭祀大殿の別部分を構成し、1993年以後に再建された建造物の一部である。面積は8000平米で完全な花崗岩で作られている。

## 祭祀と修繕の歴史
歴代帝王は黄帝陵を尊崇し、その多くが皇帝自ら記した「御製祝文」を携えた重臣を派遣した。
- 前220年: 伝説によると始皇帝は中国統一後、供物と佩剣を献納し、黄帝祠に誓願を立てたという。
- 前110年: 漢の武帝が18万の大軍を率いて黄帝陵に参堂し、「漢武仙台」を建立した。
- 唐朝期には黄帝陵への祭祀は国家公祭とされた。
- 1040年～1043年：宋仁宗慶暦年間、范仲淹が三次にわたって黄帝陵で祭祀を挙行した。
- 1061年：宋仁宗が柏の群植を命じた。
- 1325年：元朝泰定2年、皇帝イェスン・テムルが黄帝陵の保護令を発布。
- 1371年：明朝洪武4年、洪武皇帝が中書管勾甘を派遣して黄帝陵の祭祀を挙行させた。その後数次にわたって挙行した。
- 1651年：順治帝は順治8年に祭祀を開始、その後数次にわたって挙行した。
- 1908年: 中国同盟会。
- 1911年: 辛亥革命後、国民政府、中国国民党中央執行委員会、中国国民党中央党部、陝西省政府が数次にわたり祭祀を挙行。孫文、蔣介石らが数次にわたり祭文を送り祭祀に参与した。
- 1939年: 清明節に毛沢東が林伯渠を派遣して祭祀。
- 2006年: 黄帝陵祭典活動は国家級非物質文化遺産名録に登録された。[4]